# Karl Erjavec
Karl Erjavec (né le 21 juin 1960 à Aiseau, en Belgique), est un homme politique slovène membre du Parti démocrate des retraités slovènes (DeSUS) et vice-président du Parti démocrate européen.
Il est ministre des Affaires étrangères de 2012 à 2018, ministre de la Défense de 2004 à 2008 et de 2018 à 2020 et ministre de l'Environnement de 2008 à 2010. Il est également vice-président du gouvernement de 2018 à 2020.

## Biographie
Karl Erjavec grandit en Belgique dans une famille d'immigrés slovènes. Il retourne ensuite étudier en Slovénie, où il obtient son baccalauréat au lycée de Kranj, puis une maîtrise de droit à l'Université de Ljubljana en 1985.
En 1990, il devient conseiller municipal de la ville de Kranj, où il est chargé de l'urbanisme, des services publics et du logement. À partir de 1991, il participe au conseil d'administration du Fonds social du logement de Kranj.
Entre 1995 et 2000, Karl Erjavec est responsable de la protection des droits fondamentaux au Bureau du Médiateur slovène. Il publie de nombreux articles concernant les droits humains.
Entre 2000 et 2004, il est le secrétaire d’État à l’Administration judiciaire du ministre de la Justice Ivo Bizjak, dans le gouvernement Drnovsek IV puis le gouvernement Rop.
Le 20 mai 2005, il est élu président du Parti démocrate des retraités slovènes (DeSUS) lors de son sixième Congrès. Il est reconduit dans ses fonctions en mai 2009. Il mène son parti aux élections législatives de 2008, où il recueille 7,47 % des voix.
Il est depuis le 12 avril 2019, vice-président du Parti démocrate européen.
Karl Erjavec parle français et anglais. Il est marié et père de deux filles.

### Ministre de la Défense (2004-2008)
Après les élections législatives d'octobre 2004, Karl Erjavec devient ministre de la Défense le 3 décembre au sein du gouvernement de coalition de centre-droit dirigé par Janez Janša.
La Slovénie vient alors d'intégrer l'OTAN le 29 mars 2004. Karl Erjavec déclare : "Nous voulons être un membre crédible de l'alliance, ce qui signifie remplir les obligations de l'OTAN. La contribution la plus concrète est la participation aux missions extérieures. D'autres formes de coopération sont de donner des armes et de l'argent pour divers projets, mais la plus valorisée est de fournir des hommes." Il annonce son intention d'accroître la présence militaire internationale de la Slovénie : "Actuellement, il y a environ 240 soldats en Bosnie-Herzégovine, au Kosovo, en Afghanistan et en Irak. L'année prochaine, environ 700 seront disponibles pour participer à des opérations de maintien de la paix. La Slovénie va progressivement accroître sa présence dans les opérations internationales d'ici à 2010."
En mai 2005, il participe à la réunion des ministres de la Défense de l'OTAN à Ljubljana, où il prononce un discours en session plénière. Il assiste ensuite à toutes les réunions informelles de l'OTAN. Le 18 mai 2006, il participe au 23e atelier international sur la sécurité mondiale à Berlin. Il rend public un rapport sur la situation des Balkans occidentaux, et présente son plan de réforme et de professionnalisation des armées slovènes.
En septembre 2006, la réunion des ministres de la Défense de l'OTAN a lieu à Portorož en Slovénie. Pour Karl Erjavec, qui organise cette rencontre, c'est "après la rencontre Bush-Poutine à Brdo, la deuxième plus importante réunion en Slovénie." Les principaux thèmes abordés sont les réformes de l'OTAN et l'intervention militaire en Afghanistan. Une rencontre avec le ministre russe de la Défense est également organisée.
Pendant le premier semestre 2008, la Slovénie assure la présidence tournante de l'Union européenne. Karl Erjavec préside donc pendant cette période le Conseil des ministres de la Défense de l'Union européenne. Dans son discours de lancement de la présidence le 29 janvier 2008, il définit les Balkans occidentaux comme priorité pour sa présidence. Il rappelle l'importance de la coopération militaire au sein de l'Union européenne, et souligne les progrès faits par l'Agence européenne de Défense. Il déclare "Seule une Europe sûre et stable, dans un environnement plus large, sûr et stable peut offrir toutes les possibilités de croissance et d'essor économique."
Karl Erjavec se prononce pendant sa présidence pour le développement d'un budget militaire européen pour renforcer les capacités d'intervention de l'Union européenne. Il existe en effet une "plus-value européenne" par rapport à l'OTAN qui est limitée aux opérations militaires, car l'Union européenne est capable de mener une action de long terme et de favoriser le développement socio-économique.

### Ministre de l'Environnement (2008-2010)
Après les élections législatives de septembre 2008, le DeSUS intègre la coalition gouvernementale de centre-gauche dirigée par Borut Pahor. Karl Erjavec est nommé ministre de l'Environnement et de l'Aménagement du territoire.
En février 2009, Karl Erjavec rencontre le Secrétaire général de la Convention alpine, que la Slovénie préside pour deux ans à partir de mars 2009. Il définit les priorités de ce mandat : la prise en compte des enjeux du changement climatique dans la région alpine, et la promotion de la coopération régionale.
Le 26 janvier 2010, Karl Erjavec démissionne de son poste de ministre de l'Environnement. Le Président du gouvernement Borut Pahor avait demandé au Parlement de le censurer, à la suite d'un rapport défavorable de la Cour des Comptes qui l'accusait de mauvaise gestion des fonds publics. Il est remplacé par Roko Zarnic.

### Ministre des Affaires étrangères (2012-2018)
Le 10 février 2012, il est nommé ministre des Affaires étrangères dans le nouveau gouvernement de Janez Janša. Démissionnaire le 22 février 2013, pour forcer au départ du président du gouvernement, il est renommé le 20 mars suivant par Alenka Bratušek, portée à la tête de l'exécutif.